# Kate Capshaw
Pour les articles homonymes, voir Capshaw.
Kathleen Sue Nail dite Kate Capshaw est une actrice américaine née le 3 novembre 1953 à Fort Worth au Texas (États-Unis). Elle est surtout connue pour avoir incarné Willie Scott dans Indiana Jones et le Temple maudit.

## Biographie

### Enfance
Kate nait à Fort Worth au Texas, fille de Beverley Sue (née Simon), esthéticienne et employée dans une agence de voyages, et d'Edwin Leon Nail, un employé de compagnie aérienne,.
Elle déménage à Saint-Louis dans le Missouri à l'âge de cinq ans.
Son nom vient de son premier mari Robert Capshaw avec qui elle est mariée de 1976 à 1980 ; le couple a une fille, Jessica Capshaw, également actrice.

### Carrière
Kate va à New York pour poursuivre son rêve d'actrice, son premier rôle est dans un soap opera : Love of Life.
Elle rencontre son mari actuel, Steven Spielberg, en 1984 lors du tournage d'Indiana Jones et le Temple maudit. Ils se marient en 1991. Ils ont sept enfants dont deux adoptés et une qui est l'actrice et musicienne Sasha Spielberg.

## Filmographie
- 1984 : Une défense canon de Willard Huyck : Laura
- 1984 : Dreamscape de Joseph Ruben : Jane
- 1984 : Windy City de Armyan Bernstein (en) : Emily Reubens
- 1984 : Indiana Jones et le Temple maudit de Steven Spielberg : Willie Scott
- 1986 : Cap sur les étoiles (SpaceCamp) d'Harry Winer : Andie Bergstrom
- 1986 : Les Coulisses du pouvoir de Sidney Lumet : Sydney Betterman
- 1989 : Black Rain de Ridley Scott : Joyce
- 1991 : My Heroes Have Always Been Cowboys de Stuart Rosenberg
- 1994 : Rendez-vous avec le destin de Glenn Gordon Caron : Lynn Weaver
- 1995 : Le Patchwork de la vie : la mère de Finn
- 1995 : Juste Cause de Arne Glimcher : Laurie Armstrong
- 1997 : Life During Wartime de Evan Dunsky : Gale Ancona
- 1997 : The Locusts de John Patrick Kelley : Delilah Ashford Potts
- 1999 : Destinataire inconnu de Peter Chan
- 2001 : Affaires de femmes de Lee Rose : Casey Montgomery
- 2002 : Le Choix de l'amour de Helen Shaver : Becky Purdue